# Benkovec Petrovski
Benkovec Petrovski is een plaats in de gemeente Petrovsko in de Kroatische provincie Krapina-Zagorje. De plaats telt 158 inwoners (2001).